# Geomys attwateri
Geomys attwateri är en däggdjursart som beskrevs av Clinton Hart Merriam 1895. Geomys attwateri ingår i släktet Geomys och familjen kindpåsråttor. IUCN kategoriserar arten globalt som livskraftig. Inga underarter finns listade i Catalogue of Life. Wilson & Reeder (2005) skiljer mellan två underarter.
Artepitet i det vetenskapliga namnet hedrar H. P. Attwater från Texas som överlämnade det exemplaret till Clinton Hart Merriam som användes för artens vetenskapliga beskrivning (holotyp).

## Utseende
Hos arten är huvud och bål ungefär lika bred och det saknas en tydlig hals. Djuret blir lite smalare från huvudets baksida mot svansens ansats. Ovansidans päls bildas av hår som är ljusbruna till svarta och undersidan är oftast lite ljusare. Huvudet kännetecknas av små ögon och av rudimentära öron. Den korta och tjocka svansen bär bara några enstaka hår närmast bålen. Påfallande är de stora och böjda klorna vid framtassarna. Bakfötternas klor är jämförelsevis små. Vuxna hanar är med en genomsnittlig vikt av 163 g tydlig tyngre än honor som väger ungefär 131 g. Vikten varierar dessutom mellan olika populationer. Geomys attwateri blir med svans 19,2 till 23,5 cm lång, svanslängden är 5,1 till 7,0 cm och bakfötterna är 2,5 till 2,8 cm långa. Arten har i varje käkhalva 1 framtand, ingen hörntand, 1 premolar och 3 molarer, alltså 20 tänder i hela tanduppsättningen.
Endast efter utseende kan Geomys attwateri inte skiljas från Geomys breviceps och Geomys bursarius. De avviker i några detaljer av kraniets konstruktion och ännu tydligare i sina genetiska egenskaper.

## Utbredning
Denna gnagare förekommer i östra Texas vid kusten. Habitatet utgörs av gräsmarker med sandig eller lerig jord.

## Ekologi
Individerna gräver underjordiska tunnelsystem och vistas sällan ovanpå markytan. Honor har mellan oktober och juni en eller fler kullar med ungefär två ungar per kull.
Födan utgörs främst av tvåhjärtbladiga växter. I artens tunnelsystem hittades till exempel delar av Callirhoe involucrata, Commelina erecta och hundtandsgräs. Födan transporteras med hjälp av kindpåsarna till boet. Boets gångar ligger i genomsnitt 18 cm under markytan. I motsats till andra släktmedlemmar har Geomys attwateri många böjda gångar som når tillbaka till starten istället för en huvudtunnel med flera förgreningar. Individernas revir är 130 till 280 m² stort.
Arten jagas bland annat av prärievarg, strimmig skunk, Spilogale gracilis, rödlo, västlig diamantskallerorm, Pituophis melanoleucus, Lampropeltis getula, kråsuggla och tornuggla.